# 2 Batalion Artylerii
2 Batalion Artylerii Pieszej – polska jednostka artylerii okresu Księstwa Warszawskiego.
Powstał w 1806 na mocy decyzji rządowej ustanawiającej dla każdego legionu Wojska Polskiego po jednym batalionie artylerii pieszej. Przeznaczony do 2 Legii gen. Zajączka.

## Skład i obsada etatowa batalionu
dowódca - ppłk Antoni Górski (30 grudnia 1806)
- trzy kompanie artylerii

kapitanowie:
Andrzej Trzeszczkowski
Jan Hernberg
Antoni Kamiński
Stefan Selle
porucznicy:
Józef Abramowicz
Abdon Przezdziecki
Jan Braunschweig
Antoni Rudnicki
Alojzy Milewski
- kompania saperów

kapitan: Jan Sternberg
porucznik: Adam Przezdziecki
podporucznik: Kajetan Dowbor
- kompania taborowa

porucznicy: Jan Lewandowski , Aleksy Milewski
podporucznicy: Jan Nieżychowski, Andrzej Zieburowski

## Bitwy i potyczki
- Hiszpania (od grudnia 1808 do 1812/3 kompania)
- Kampania 1809, 1812 i 1813.

## Ubiór
Przepisy mundurowe z 2 marca 1807
- Artyleria: kurtka zielona, wyłogi, kołnierz i łapki czarne, guziki żółte z amarantami lub bombami, rajtuzy czarnez lampasami zielonymi; kaszkiet kanonierski
- Saperzy: mundur identyczny, lecz guziki bez armat i bomb;
- Inżynierowie: identyczny  mundur, jednak wypustka pąsowa, guziki z armaturą
- Taborowi: mundur granatowy, guziki żółte
- Zwoszczyki: kurtki szare nakrapiane całkowicie, szarawary szare z karwaszami skórzanymi; czapki granatowe z czarnym barankiem; na lewym rękawie numer wozu z blachy; na czapce numer legii